# Torcy-et-Pouligny
Torcy-et-Pouligny è un comune francese di 155 abitanti situato nel dipartimento della Côte-d'Or nella regione della Borgogna-Franca Contea.

## Società

### Evoluzione demografica
Abitanti censiti